# 須長茂夫
須長 茂夫（すなが しげお、1940年 - ）は、教育家、労働運動家。
東洋大学文学部英米学科中退。1962年日本ロール入社。日本ロール闘争に参加、総評全国金属労働組合日本ロール製造支部教宣部長。どぶ川学級校長。「どぶ川学級」は1971年映画化された。

## 著書
- 『どぶ川学級』労働旬報社 1969
- 『続・どぶ川学級』労働旬報社 1973
- 『どぶ川学級 完結編』労働旬報社 1975
- 『子どもが生きるとき 私の子育て奮戦記』労働旬報社 父母と教師の考えるシリーズ 1977
- 『自立のための子育て 続・子どもが生きるとき』労働旬報社 父母と教師の考えるシリーズ 1981
- 『須長茂夫の子育て講座』労働旬報社 1986
- 『息子よここで翔べ!! 友の発見』労働旬報社 1988
- 『息子よここで翔べ 第2部 (自由の発見)』労働旬報社 1988
- 『息子よここで翔べ 第3部 (絆の発見)』労働旬報社 1989
- 『愛の子育て 子どもたちは愛を求めている』蕗薹書房 1993

### 共著
- 『若木は嵐にそだつ わが青春の発見と挑戦』三上満共著 労働旬報社 1976
- 『子育て・教育対談 愛ときびしさの子育て』深谷跑作共著 労働旬報社 1983
- 『響きあえ子育て 学童そだち』共著 労働旬報社 1985

## 注
1. ↑  『どぶ川学級』著者紹介